# Iglesia de San Pedro Ad Vincula (Castillejo del Romeral)
La iglesia de San Pedro Ad Vincula es un templo católico de la localidad española de Castillejo del Romeral, en la provincia de Cuenca.

## Descripción
Se trata de un inmueble ubicado la localidad conquense de Castillejo del Romeral, perteneciente al término municipal de Huete, en Castilla-La Mancha. La construcción de la iglesia se inició a comienzos del siglo XVI y concluyó hacia la mitad del mismo siglo. Su conjunto arquitectónico, de planta rectangular, se encuentra ubicado en una plataforma sobre una ladera en pendiente. Es de mampostería con remate de sillería en las esquinas, albardillas, impostas y cornisas.
Para acceder al interior del edificio existe una portada en la fachada sur. Es de estilo herreriano, flanqueada por pilastras y arco de medio punto, con molduras sobre el mismo, que sustenta un frontón triangular partido con hornacina, en la que se encuentra una estatua de piedra sin cabeza, probablemente de san Pedro Ad Vincula, el titular de la iglesia.
El edificio consta de tres naves, más estrechas las laterales, de cuatro tramos cada una, con bóveda de arista. Las tres naves están separadas por tres parejas de pilastras cuadradas sobre zócalo también cuadrado y muy rebajado, con molduras de yeso, a modo de capitel, de donde parten los arcos fajones y formeros de medio punto, ligeramente rebajados, con bóvedas de arista en todos sus tramos, tanto de la central como de las laterales. La nave central en su pie tiene un arco muy rebajado que sustenta el alto coro. El crucero está rematado por cúpula de media naranja sobre pechinas de decoración geométrica, con pinturas al temple de poco valor.
La torre está situada a los pies de la nave central. Es cuadrada, de sillería con hileras bien marcadas, con tres cuerpos sobre otro que sirve de base, claramente diferenciados y en disminución. El último cuerpo está destinado a campanario, con cuatro troneras enmarcadas con arcos de medio punto, entre doble pilastrilla por cada lado. La cubierta consta de chapitel. Alojada en el hueco de la torre hay una capilla cuadrada, a la que se tiene acceso por el centro del bajo coro. Tiene cúpula de media naranja, sobre pechinas y arcos fajones y formeros de medio punto.

## Estatus patrimonial
El 1 de febrero de 1994 el inmueble fue declarado Bien de Interés Cultural mediante un decreto publicado el 30 de marzo de ese mismo año en el Diario Oficial de Castilla-La Mancha, con la rúbrica del presidente de la comunidad autónoma, José Bono, y el consejero de Educación y Cultura, Santiago Moreno González.